# Les Trois-Domaines
Les Trois-Domaines è un comune francese di 124 abitanti situato nel dipartimento della Mosa nella regione del Grand Est.

## Società

### Evoluzione demografica
Abitanti censiti